# Großsteingräber bei Wahlstorf
Die Großsteingräber bei Wahlstorf waren zwei megalithische Grabanlagen der jungsteinzeitlichen Trichterbecherkultur bei Wahlstorf, einem Ortsteil von Gehlsbach im Landkreis Ludwigslust-Parchim (Mecklenburg-Vorpommern). Sie wurden im 19. Jahrhundert zerstört. Ein Grab wurde 1843 unter Leitung von Johann Ritter archäologisch untersucht. Ein Professor Schröter erwähnte 1804 noch ein zweites Grab.

## Lage
Grab 1 befand sich auf der rechten Seite des Weges von Wahlstorf nach Wilsen. Etwa 1,5 km nördlich von seinem einstigen Standort befindet sich das noch erhaltene Großsteingrab Wilsen.

## Beschreibung
Grab 1 besaß eine Hügelschüttung aus rotgelbem Sand und eine steinerne Umfassung, die im Südwesten sehr nah an die Grabkammer heranreichte. Das nordöstliche Ende war nicht erhalten. Die Hügelschüttung war schon vor Ritters Untersuchung von Schatzsuchern durchwühlt worden. Die nordost-südwestlich orientierte Grabkammer hatte eine Länge von 8 Fuß (ca. 2,4 m) und eine Breite von 6 Fuß (ca. 1,8 m). Nach Ewald Schuldt handelte es sich um einen erweiterten Dolmen, nach Hans-Jürgen Beier hingegen um einen Großdolmen (angesichts der geringen Größe aber eher zweifelhaft). Die Wandsteine der Kammer standen noch alle in situ, ihre Zahl ist aber nicht überliefert. Der Deckstein fehlte bei Ritters Untersuchung bereits. Über dem anstehenden Boden entdeckte Ritter ein Pflaster aus weiß geglühtem Feuerstein, durchsetzt mit Holzkohle. Darüber war die Kammer 4 Fuß (ca. 1,2 m) hoch mit mehreren Schichten Sand und gespaltenen flachen Steinen verfüllt. Bestattungsreste oder Grabbeigaben wurden nicht festgestellt.
Über Grab 2 liegen keine näheren Informationen vor.